# Castelnau-d'Auzan
Castelnau-d'Auzan è un comune francese soppresso e frazione del dipartimento degli Alti Pirenei della regione dell'Occitania. La popolazione della comune per il 2010 era di 1067 persone.
Dal 1º gennaio 2016 si è fuso con il comune di Labarrère per formare il nuovo comune di Castelnau-d'Auzan-Labarrère. Il nome Castelnau d'Auzan significa: "Château Neuf nella terra di Éauzan" - il castello è scomparso, ma qua e là nel borgo sono ancora visibili alcuni resti.

## Società

### Evoluzione demografica
Abitanti censiti